# Geir Hallgrímsson
Geir Hallgrímsson (16 dicembre 1925 – 1º settembre 1990) è stato un politico islandese.
È stato Primo ministro dell'Islanda dall'agosto 1974 al settembre 1978 come rappresentante del Partito dell'Indipendenza, partito di cui è stato Presidente dal 1973 al 1983.
Dal 1959 al 1972 è stato sindaco di Reykjavík.